# 634 Ute
634 Ute
634 Ute là một tiểu hành tinh ở vành đai chính. Nó được August Kopff phát hiện ngày 12.5.1907 ở Heidelberg và được đặt theo tên Ute, một người bạn của August Kopff, nhân dịp cô hứa hôn (xem thêm tiểu hành tinh số 631)